# Zukan Helez
Zukan Helez (Kupres, 1. siječnja 1964.), bošnjački bosanskohercegovački političar, član Socijaldemokratske partije Bosne i Hercegovine i trenutačni ministar obrane u Vijeću ministara Bosne i Hercegovine.
Helez je rođen na Kupresu gdje je završio i osnovnu školu. Srednju školu pohađao je u Bugojnu između 1979. i 1983., nakon čega pohađa Prirodno-matematički fakultet u Sarajevu, gdje je diplomirao 1988. Nakon studija, zaposlio se kao profesor u Skender Vakufu. U svibnju 1992., na početku rata u Bosni i Hercegovini, postaje pripadnik Armije Republike Bosne i Hercegovine. Nakon što je bio razvojačen radi u srednjim školama u Donjem Vakufu i Bugojnu. U Italiji, Njemačkoj i Francuskoj sudjelovao je na međunarodnim seminarima u projektu reforme srednjeg obrazovanja.
Helez je za potpredsjednika Županijskog odbora SDP-a Srednjebosanske županije izabran 2003., a za predsjednika 2005. Član je Glavnog odbora i Predsjedništva SDP-a BiH. Na općim izborima četvrti put izabran je u Zastupnički dom Parlamenta Federacije BiH; prvi mandat obnašao je između 2000. i 2002., drugi između 2002. i 2006., treći između 2006. i 2010. Četvrti mandat obnašao je do 17. ožujka 2011., kada je imenovan ministrom branitelja u Federalnoj vladi. U Zastupničkom domu bio je član više radnih tijela, odbora i komisija kao potpredsjednik i predsjednik.
Govori ruski i engleski jezik. Oženjen, otac troje djece.